# Alexander Pope

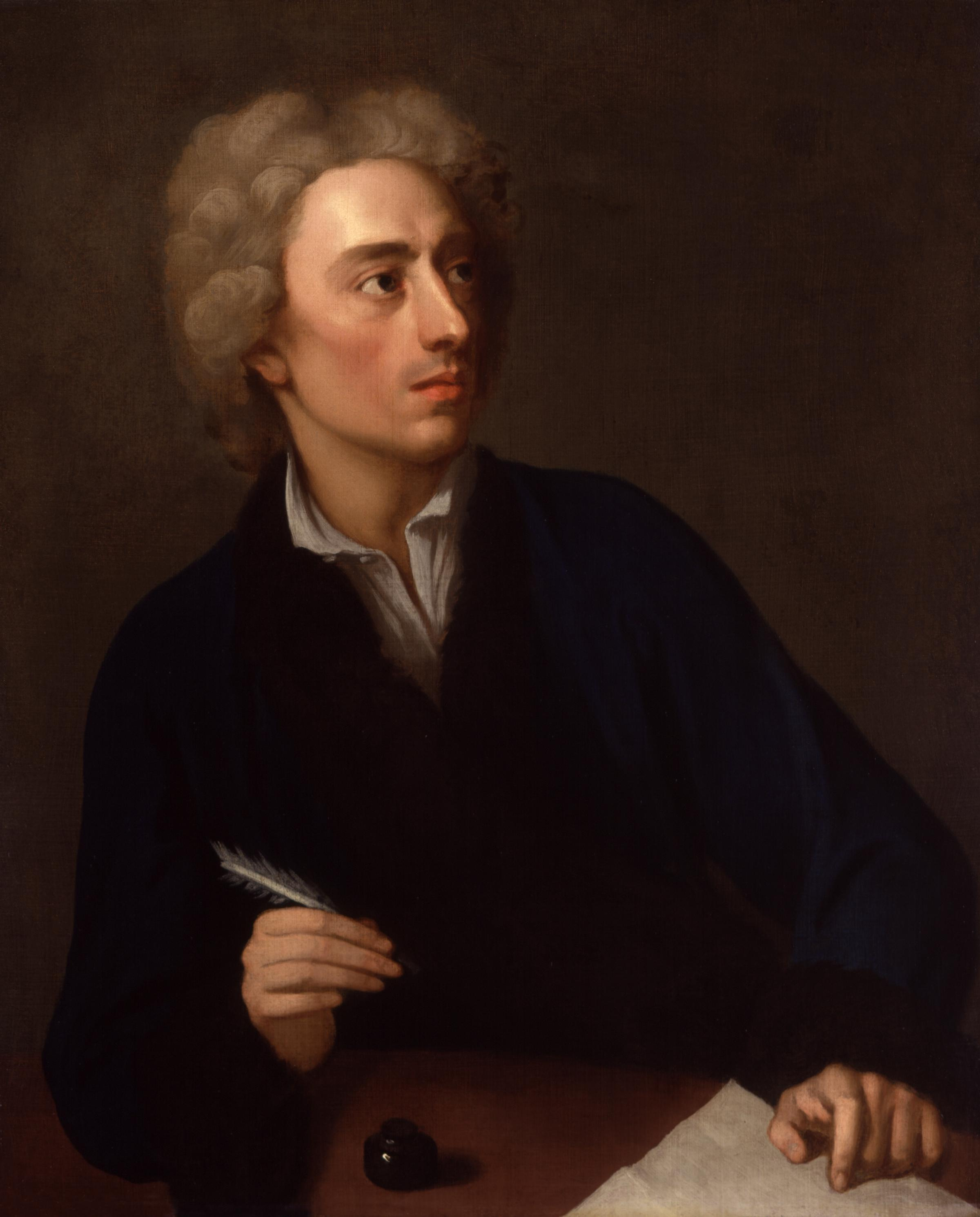
Alexander Pope, Porträt von Michael Dahl (um 1727)

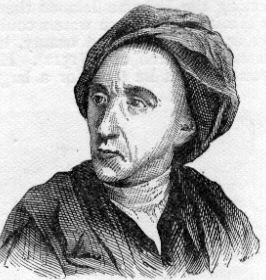
Alexander Pope

Alexander Pope (* 21. Mai 1688 in London; † 30. Mai 1744 in Twickenham, heute Teil von London) war ein englischer Dichter, Übersetzer und Schriftsteller des Klassizismus in der Frühzeit der Aufklärung.

## Leben
Alexander Pope wurde als Sohn eines Leinenhändlers in eine katholische Familie hineingeboren. Aufgrund der Strafgesetze, die seinerzeit in Kraft waren, um den Status der etablierten anglikanischen Kirche nicht zu gefährden, konnte er seine Erziehung fast nur außerhalb der „normalen“ Schulen erlangen. Ein der Familie bekannter Priester unterrichtete ihn in den klassischen Sprachen Latein und Griechisch, später lernte er auch Französisch und Italienisch. Seit dem fünfzehnten Lebensjahr schrieb Alexander Pope eigene Gedichte.
Im Jahr 1700 zog seine Familie nach Binfield im Windsor Forest um. Pope erkrankte an Tuberkulose und Asthma und entwickelte in der Folge eine Rückgratverkrümmung, was ihm später oft vorgehalten wurde. Er wurde nur 1,38 Meter groß und trug ein Mieder als Rückenstütze.
Nach seiner Rückkehr nach London im Jahr 1711 veröffentlichte Pope sein erstes größeres Werk: An Essay on Criticism (Versuch über die Kritik, 1745). Mit diesem literaturkritischen Manifest in Form eines Vers-Essays gelang ihm ein erster Durchbruch, und er fand Zutritt zu literarischen Zirkeln, zunächst aus der oppositionellen Whig-Partei. Im Jahr 1713 wechselte er zu den Tories und wurde Mitglied im Scriblerus Club, wo er Jonathan Swift, John Gay, William Congreve und Robert Harley kennenlernte. Die daraus resultierenden fiktiven Memoiren des Martinus Scriblerus wurden ihrerseits in der Satire The Scribleriad (1751) von Richard Owen Cambridge karikiert. Schon im Jahr zuvor hatte Pope eine Erstversion von The Rape of the Lock, einem komischen Epos über den Krieg der Geschlechter herausgegeben, was seiner Popularität weiteren Auftrieb verlieh. Wie auch in seinen weiteren Epen stellte Pope seine kunstvolle Beherrschung der klassischen epischen Gestaltungsweise unter Beweis, ohne jedoch dessen Grundlage einer mythisch-heroisierten Weltsicht zu teilen, und übertrug damit das traditionelle Epos mit großem Erfolg in eine zeitgemäße Form.
Pope bewunderte klassische Autoren wie Horaz, Vergil, Homer und wählte sie als literarische Vorbilder. Zu seinen größten Leistungen zählen englische Übersetzungen der Ilias (1715–1720, 6 Bände) und der Odyssee von Homer (1725–1726, 5 Bände). Seine Übertragungen der Werke Homers stellten allerdings in sprachlicher Hinsicht eher Umdichtungen als werkgetreue Übersetzungen dar. Mit seiner Umwandlung der rauen oder kraftvollen Ausdrucksweise Homers in eine elegante, dem zeitgenössischen Stilempfinden entsprechende Sprachform versuchte er zugleich mögliche Barrieren abzubauen und den antiken Dichter den gebildeten Schichten Englands nahezubringen. Dotiert mit den Einnahmen aus diesen finanziell sehr erfolgreichen Übersetzungen zog er ein weiteres Mal um, nunmehr nach Twickenham.
In Twickenham verlegte sich Pope auch auf Gartenbau und Landschaftsarchitektur. Er ließ sich eine künstliche Grotte anlegen, für die William Borlase, ein Antiquar und Naturforscher, mit dem er eine langjährige Korrespondenz pflegte, Fossilien und Mineralien beibrachte. Er freundete sich mit seiner Nachbarin Lady Mary Wortley Montagu an. Nach Abkühlung dieser Beziehung begann er ein lebenslanges Verhältnis mit Martha Blount, die er oft in ihrem Elternhaus Mapledurham House besuchte und der er bei seinem Tode zahlreiche Dinge aus seinem Besitz vermachte. In Twickenham empfing er auch viele namhafte Besucher, unter anderem Jonathan Swift, dem er bei der Veröffentlichung von Gullivers Reisen half.
Als seine Edition der Shakespeareschen Werke von dem Publizisten und Shakespeare-Herausgeber Lewis Theobald 1726 angegriffen wurde, antwortete Pope 1728 in Versform mit dem Spottepos The Dunciad (Die Dunkiade, 1778), in dem er in satirischer Form Theobald auf den Thron der Dummköpfe stellte und zugleich mit der sogenannten Grub Street, der Zunft der Lohnschreiber, abrechnete. In der späteren und endgültigen Fassung dieses Spottgedichtes erweiterte er seine literarische Polemik 1742–1743 zu einer allgemeinen Auseinandersetzung mit dem kulturellen und politischen Verfall der Walpole-Ära, die mit der apokalyptischen Vision eines allumgreifenden Untergangs abschloss. Mit seinen geschliffenen Versen und seinem Einfallsreichtum gelang es Pope, sich als Satiriker einen Namen zu machen. Darüber etablierte er sich mit wachsendem Einfluss als eine Art öffentliche Instanz.
Im Jahr 1731 veröffentlichte er Moral Essays, drei Jahre später An Essay on Man. Zeitgleich arbeitete er an einer Veröffentlichung seiner Briefwechsel in literarischer Kunstform.
Pope schloss sich den Freimaurern an und wurde Mitglied der Lodge No. 16, die sich in der Taverne Goat at the Foot of the Haymarket in London traf. Sie konstituierte sich 1729 und löste sich 1745 wieder auf. Auch sein Freund Jonathan Swift war Mitglied dieser Loge.
In seinen letzten Jahren entwarf Pope in seinem Anwesen selbst eine romantische Grotte, d. h. einen mit Muscheln und Spiegeln verzierten Tunnel, der das Flussufer seines Grundstücks mit dem hinteren Gartenteil verband.
Pope starb am 30. Mai 1744. Seine Hinterlassenschaft fiel an Martha Blount.
William Warburton gab 1751 posthum Alexander Popes gesammelte Werke, The Works of Alexander Pope, heraus. Während Pope aus heutiger Sicht allgemein zu den bedeutendsten englischen Dichtern des 18. Jahrhunderts gerechnet wird, wurde sein Werk in der Folgezeit aus dem Blickwinkel einer romantischen Literaturauffassung im 19. Jahrhundert weitgehend verkannt und erst im 20. Jahrhundert wieder angemessen gewürdigt.

## Tätigkeit als Übersetzer und Herausgeber

### Homer

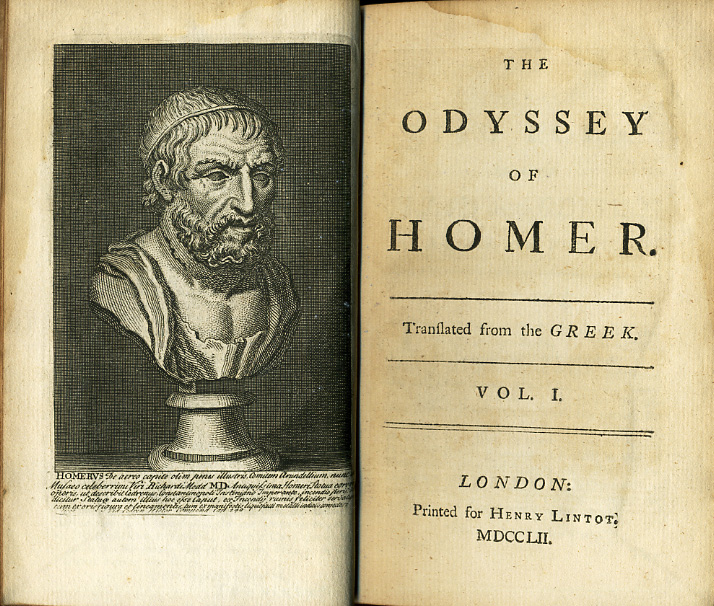
Titelseite von Alexander Popes Übersetzung von Homers Odyssee aus dem Jahre 1752

Im Jahre 1713 kündigte Pope seinen Plan an, die Ilias zu übersetzen. Das Werk sollte als jährliche Subskription innerhalb von sechs Jahren erhältlich sein. Pope vereinbarte mit dem Verleger Bernard Lintot ein Honorar von 200 Guineen. Die Übersetzung erschien ab 1715 und war 1720 abgeschlossen. Danach beschloss Pope auch die Odyssee zu übersetzen, bediente sich aber heimlich der Hilfe von zwei Koautoren. Das Werk erschien 1726.

### Shakespeare
Etwa zu dieser Zeit bat der Verleger Jacob Tonson Pope, eine Neuausgabe der Rowe-Ausgabe der Werke von Shakespeare aus dem Jahre 1709 zu besorgen. Die Ausgabe erschien 1725 in sechs Bänden. In der Geschichte der Ausgaben der Werke von Shakespeare nimmt sie eine besondere Stellung ein, da von Pope erstmals eine Kollationierung der Shakespeare-Texte vorgenommen wurde, indem er die foliobasierte Rowe-Ausgabe mit den damals zugänglichen Quartos verglich. Allerdings benutzte Pope die Gelegenheit weniger für eine ausführliche Bereinigung von Fehlern als vielmehr für eine ästhetische Korrektur der Texte. Er verbannte ganze Textteile, die er für misslungen hielt, in Fußnoten und markierte nach seiner Meinung gute Passagen mit Anführungsstrichen und Sternchen. Während die Veränderungen des Textes dem Geschmack der Zeit geschuldet sind, gilt Popes Vorwort der Ausgabe als bedeutendes Dokument der Literaturkritik des 18. Jahrhunderts.

## Wirkung
Pope war einer der ersten Berufs-Schriftsteller nicht-dramatischer Werke. Die 1717 erfolgte Edition seiner gesammelten Werke machten ihn zum führenden Vertreter der Briefdichtung.
Das bis heute meistgelesene und vielfach zitierte Werk Popes ist An Essay on Man, in dem er in der Nachfolge griechischer Philosophie und Dichtung (Sophokles) Glanz und Elend der menschlichen Existenz mit hohem Pathos in streckenweise ergreifenden Versen besingt.
Popes Dichtung spiegelt auch die Kulturgeschichte seines Landes wider. Er schrieb pastorale Gedichte zur Zeit von Königin Anne, Homer-Übersetzungen unter König Georg I. sowie im dritten Abschnitt seiner schriftstellerischen Tätigkeit über die hauptsächlichen religiösen und intellektuellen Probleme seiner Zeit.
Pope wurde auch berühmt für seine hintergründig-satirischen und aggressiv-bitteren Auseinandersetzungen mit anderen Schriftstellern.
Im Übrigen war er der letzte große Dichter, der in traditionellen rhythmischen Reimpaaren schrieb, er entwickelte die sogenannten heroic couplets und schöpfte im Wesentlichen ihren Nutzen für spätere Dichter aus.
Die Einleitung der Erzählung „Der Unsterbliche“ von Jorge Luis Borges bildet der Erwerb eines antiquarischen Exemplars der Erstausgabe von Popes Homerübersetzung durch die Prinzessin Lucinge – wohl Anspielung auf Prinzessin Liliane Marie Mathilde, gen. Baba, de Faucigny-Lucinge, geb. Beaumont, baronne d’Erlanger (1902–1945), die einen berühmten Salon führte und deren Ehemann Jean-Louis Charles Marie Francois Guy Prinz Faucigny-Lucinge ein Enkel des Charles Ferdinand, Duc de Berry war und damit die Erinnerung an den bibliophilen Jean de Valois, duc de Berry evoziert. Im letzten der sechs Bände dieser Ausgabe, die die Prinzessin von dem wie Homer auf der Insel Ios bestatteten Antiquar Cartaphilus in Smyrna, dem angeblichen Geburtsort Homers, kurz vor dessen Tod erworben habe, soll sich das Manuskript der Erzählung gefunden haben.

## Zitat
Pope verfasste ein Epigramm auf Sir Isaac Newton:
Nature and nature’s laws lay hid in night;
God said “Let Newton be!” and all was light.
Natur und der Natur Gesetze lagen in dunkler Nacht;
Gott sprach: Newton sei! Und sie strahlten voll Pracht.
Es war Pope allerdings nicht erlaubt worden, dieses Gedicht in der Westminster Abbey als Epitaph anzubringen.

## Literarische Orte
Heute können noch besichtigt werden:
- Grotte und Villa Alexander Popes, Cross Deep, Twickenham, Middlesex
- Manor House und Popes Tower, Stanton Harcourt nahe Withey (Pope übersetzte hier den 5. Band von Homers Ilias)

## Werke

### Originalausgaben
- Pastorals (1709)
- An Essay on Criticism (1711)
- The Rape of the Lock (1712) 
  - Deutsche Übersetzung: Der Lockenraub (1744)
- Windsor Forest (1713)
- Eloisa to Abelard (1717)
- Ilias (1715–1720, Homer-Übersetzung)
- Memoirs of the extraordinary life, works and discoveries of Martinus Scriblerus. Written by Dr. Arbuthnot and Mr. Pope. 1. Januar 1725. (Digitalisat)
- Odyssey (1725–1726, Homer-Übersetzung)
- Miscellanies (1727, mit Jonathan Swift)
- The Dunciad (erstmals 1728, danach mehrfach geändert und erweitert)
- An Essay on Man (1732–1734)
- Imitations of Horace (1733–1737)

### Neuausgaben
- Vom Menschen. Essay on Man. (= Philosophische Bibliothek, Band 454). Englisch – Deutsch. Übersetzt und mit einer Einleitung herausgegeben von Wolfgang Breidert. Meiner, Hamburg 1993, ISBN 3-7873-1097-5.